# 酯交换反应
在有机化学中，酯交换是指：酯的基团R″被醇的基团R′取代的过程。酯交换反应又称酯的醇解反应。这些反应通常加入酸或碱催化剂进行催化。反应同样可以通过酶尤其是脂肪酶（E.C.3.1.1.3）（即生物催化）进行反应。

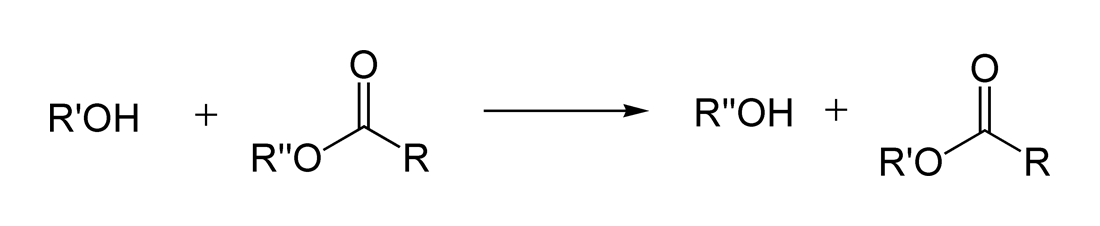
酯交换反应: 醇 + 酯 → 变化的醇 + 变化的酯

强酸催化反应的过程，是通过酸络合羰基的孤电子对，使得羰基碳原子具有潜在的亲电性从而催化反应；碱催化过程是通过拔除醇羟基的质子，从而使得醇具有更强的亲核性来进行催化反应。

## 机理
在酯交换反应的机理中，初始的酯（RCOOR1）中的羰基受到醇盐（R2O−）的亲核进攻，并得到一个四面体的中间体，之后产生了酯交换反应的产物（RCOOR2）。

## 应用

### 聚酯合成
酯交换当中最大规模的应用要数聚酯的合成。
在此应用当中，二酯化合物和二醇化合物进行酯交换反应形成大分子。例如，对苯二甲酸二甲酯和乙二醇进行反应形成聚对苯二甲酸乙二醇酯和甲醇，该反应通过蒸馏（去除甲醇）使得反应能够反应完全。

### 甲醇解和生物柴油合成
逆向反应，甲醇解同样是酯交换反应的一种。这种过程已经被用于回收聚醚得到各种醚的单体（参见塑料回收）。它同样被用于转化脂肪（甘油三酯）为生物柴油。这种转化仅仅是应用的一个而已。第二次世界大战之前在南非，将植物油进行酯交换反应（制备生物柴油）被作为强重型车辆的燃料。
该反应于1950年在美国被Colgate-Palmolive公司注册专利，而生物脂的酯交换反应是该专利注册前很久就被发现。在1940年代，科学家想要得到一种更容易的制备甘油的方法，而甘油在第二次世界大战上被用于制作炸药。许多现在仍然应用广泛的方法都是起源于1940年的发现。
近期日本科学家发现：使用超临界甲醇方法，在高温、高压的容器中应用酯交换过程可以通过物理催化生物脂/甲醇反应形成脂肪酸甲酯。